# 倉津川
倉津川（くらつがわ）は、山形県を流れる河川である。

## 地理
山形県天童市東部の奈良沢にて、正法寺川と蜂谷川の合流地点から倉津川と呼ばれる。 北に向かった後、山元付近で流路を西へ向け、市の中心部を流れていく。天童IC付近で北へ流路を変え、西村山郡河北町に入りすぐ最上川と合流する。
倉津川にかかる橋には、王将橋、金将橋、銀将橋などと将棋の駒の名前がつけられ、将棋橋と呼ばれている。

### 倉津川の枝垂桜
中流域、市の中心部を流れる範囲では、両岸1.4kmに枝垂桜が植えられている。桜の開花時期には夜にライトアップが行われ、ライトに照らされた枝垂桜を観賞することができる。

## 流域の自治体
山形県
- 天童市
- 西村山郡河北町

## 橋梁
(上流より記載)
- 落合橋
- 中里橋
- 貫津橋
- 小山橋
- 絆橋
- 湯上橋
- 角行橋（山形県道280号天童停車場若松線）
- 国道13号山形バイパス
- 龍王橋
- 飛車橋
- 桂馬橋
- 金将橋
- 歩橋
- 銀将橋
- 王将橋（山形県道23号天童大江線)
- 一ツ橋
- 旭橋
- 多嘉橋（山形県道22号山形天童線）
- 稲荷橋
- 奥羽本線（山形線、山形新幹線）
- もみじ橋
- 倉津川橋
- 瑞穂橋
- 五輪橋
- 東北中央自動車道
- 蔵増いなほ橋（山形県道23号天童大江線）
- 新蔵増橋
- 上宿橋
- 坊小路橋
- 谷地田橋
- 倉津川橋
- 八幡橋（山形県道20号山形羽入線）